# Гуще
Гуще (хорв. Gušće) — населений пункт у Хорватії, у Сисацько-Мославинській жупанії у складі міста Сисак.

## Населення
Населення за даними перепису 2011 року становило 385 осіб.
Динаміка чисельності населення поселення:

## Клімат
Середня річна температура становить 11,08 °C, середня максимальна – 25,55 °C, а середня мінімальна – -5,85 °C. Середня річна кількість опадів – 916 мм.
| Клімат поселення                              | Клімат поселення | Клімат поселення | Клімат поселення | Клімат поселення | Клімат поселення | Клімат поселення | Клімат поселення | Клімат поселення | Клімат поселення | Клімат поселення | Клімат поселення | Клімат поселення | Клімат поселення |
| Показник                                      | Січ.             | Лют.             | Бер.             | Квіт.            | Трав.            | Черв.            | Лип.             | Серп.            | Вер.             | Жовт.            | Лист.            | Груд.            |                  |
| Середній максимум, °C                         | 6,81             | 9,00             | 13,36            | 17,86            | 22,41            | 25,55            | 24,83            | 24,06            | 20,43            | 15,44            | 9,88             | 5,75             |                  |
| Середня температура, °C                       | 0,49             | 2,65             | 7,00             | 11,53            | 16,08            | 19,21            | 20,77            | 19,99            | 16,36            | 11,37            | 5,83             | 1,69             |                  |
| Середній мінімум, °C                          | −5,85            | −3,7             | 0,68             | 5,17             | 9,72             | 12,87            | 16,72            | 15,94            | 12,30            | 7,32             | 1,76             | −2,37            |                  |
| Норма опадів, мм                              | 57               | 54               | 62               | 75               | 81               | 92               | 82               | 85               | 81               | 85               | 91               | 71               |                  |
| Середньомісячна швидкість вітру, м/с          | 1.74             | 1.96             | 2.38             | 2.22             | 2.08             | 1.90             | 1.84             | 1.70             | 1.70             | 1.70             | 1.80             | 1.80             |                  |
| Середньомісячна сонячна радіація, кДж/м²·день | 4243             | 7030             | 10779            | 15242            | 19533            | 21702            | 22682            | 19766            | 14617            | 9008             | 4744             | 3475             |                  |
| --------------------------------------------- | ---------------- | ---------------- | ---------------- | ---------------- | ---------------- | ---------------- | ---------------- | ---------------- | ---------------- | ---------------- | ---------------- | ---------------- | ---------------- |
| Джерело:                                      |                  |                  |                  |                  |                  |                  |                  |                  |                  |                  |                  |                  |                  |